# Linda Buck
Linda Brown Buck (Seattle, Washington, 1947. január 29. –) amerikai molekuláris biológus és neurobiológus. A szaglóreceptorok és a szaglórendszer szerveződésének terén történt felfedezéseiért 2004-ben Richard Axellel közösen megkapta a 2004. évi fiziológiai és orvostudományi Nobel-díjat.

## Tanulmányai
Linda Buck 1947. január 29-én született a Washington állambeli Seattle-ben. Apja villamosmérnök és feltaláló volt, anyja háztartásbeli; Linda másodikként született három lányuk közül. Anyai nagyszülei Svédországból vándoroltak be az USA-ba, míg apja ír gyökerekkel rendelkezett.
Buck a seattle-i Washingtoni Egyetemen kezdte el felsőfokú tanulmányait. Pszichológusnak készült, de hamarosan más, biológiai tárgyakat is felvett, utazgatott, egy darabig egy közeli szigeten élt; végül 1975-ben kapta meg oklevelét pszichológiából és mikrobiológiából. Mesterképzésre a dallasi Texasi Egyetem orvosi szakának mikrobiológiai tanszékét választotta, ahol az immunológia irányába ment tovább. Szakdolgozatát a felszíni receptoraikban különböző B-limfociták funkcionális tulajdonságaiból írta. 

## Munkássága

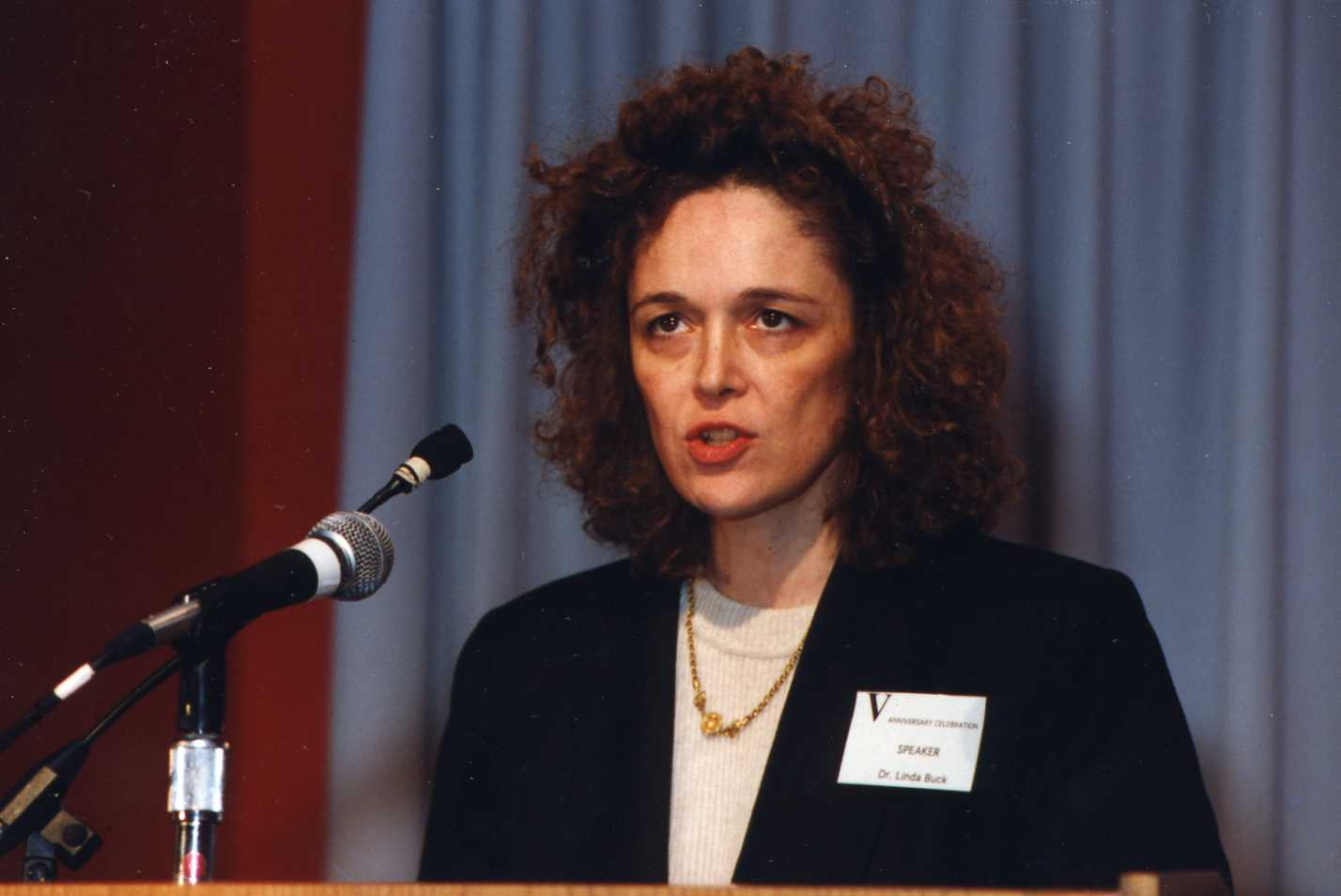
Linda Buck 1993-ban

1980-ban megszerezte PhD fokozatát és New Yorkban, a Columbia Egyetemen, Benvenuto Pernis laboratóriumában talált posztdoktori kutatói munkát. Itteni témája a B-limfociták felszínén található, II. típusú fő hisztokompatibilitási komplexre (MHC II) irányult. Felfedezte, hogy a várakozásoktól eltérően az aktivált limfociták esetében ezek a komplexet alkotó fehérjemolekulák nem annyira a felszínen, hanem a sejt belsejében gyűlnek össze. Buck feltételezte, hogy az MHC-t azért internalizálja a sejt, hogy részben lebontsa a hozzá kötött antigént, aztán ismét prezentálja a komplexet, hogy a T-helper limfociták felismerhessék az antigént. Buck rájött, hogy ha ebben az irányban akarja folytatni kutatásait, szüksége lesz molekuláris biológiai tudásának bővítésére; így találkozott Richard Axellel, akinek szintén a Columbián volt ilyen laboratóriuma. 
Axel ekkoriban fogott az idegrendszer molekuláris genetikai feltérképezésébe. Modellállata Eric Kandel tanácsára a Aplysia nevű tengeri meztelencsiga lett, amelynek jól kezelhető óriás idegsejtjei vannak. Buck azt a feladatot kapta Axeltől, hogy izolálja az egyes idegsejteket és határozza meg, hogy melyek azok a gének, amelyek különbözőképpen kapcsolódnak be bennük. Ennek során megtanulta azokat a technikákat, amellyel el lehet különíteni az alternatív génkifejeződési módokat és közben megpróbált kifejleszteni egy módszert, amellyel az emlősök idegsejtjeiben is kimutathatja a gének változásait; akkori elképzelése szerint az immunrendszerhez hasonlóan az idegrendszer változatossága mögött is a gének átrendeződése állhatott.
1985-ben olvasott egy cikket, amelyben Solomon Snyder próbált magyarázatot találni arra, hogyan képese az idegrendszer több mint tízezer különböző szag megkülönböztetésére. Buck érdeklődését felkeltette a téma és miután befejezte korábbi munkáját, Axelnél maradt és 1988-ban nekikezdett felkutatni a szaglóreceptorok génjeit. Feltételezte, hogy nagyszámú génről van szó, amelyek más receptorokhoz hasonlóan G-proteinhez kapcsolódnak és kizárólag a szaglóhám sejtjeiben fejeződnek ki. Ezek alapján tervezte meg kísérletét és hamarosan felfedezte, hogy a patkány szaglósejtjeiben több száz egyedi, de egymáshoz hasonló receptormolekula termelődik és megtalálta az ezeket kódoló géneket is. 1991-ben Richard Axellel közösen publikálták eredményeiket.
Ugyanebben az évben elfogadta a Harvard Egyetem állásajánlatát a neurobiológiai docensi posztra és Bostonba költözött. 1994-ben az egyetem Howard Hughes Orvostudományi Intézetének vizsgálatvezetőjévé nevezték ki, 2001-ben pedig professzori katedrát kapott. A Harvardon az egér szaglórendszerének molekuláris szerveződését, a receptorgének kifejeződését vizsgálta. Kimutatta, hogy az egyes gének kb. minden ezredik szaglóneuronban fejeződnek ki, egy sejt csak egyfajta receptort tartalmaz és hogy a szaglóhámon külön, egymással nem átfedő zónák vannak minden szag érzékelésére.
Buck 2002-ben visszatért Seattle-be, mint a Washingtoni Egyetem élettani és biofizikai tanszékének professzora. 2004-ben a Nobel-díj Bizottság neki és Richard Axelnek ítélte a fiziológiai Nobel-díjat a szaglóreceptorok génjeinek feltérképezéséért.

## Elismerései

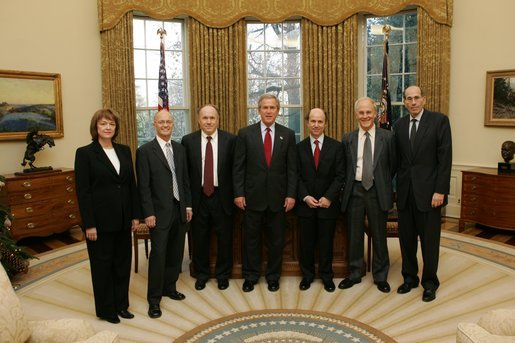
George W. Bush elnök és a 2004. év amerikai Nobel-díjasai. Linda Buck balról az első

- 1992 – Takasago-díj a szaglórendszer kutatásért
- 1996 – Unilever Természettudományos Díj
- 1996 – R.H. Wright-díj
- 1997 – Lewis S. Rosenstiel-díj
- 2003 – Perl/UNC Neurobiológiai Díj
- 2003 – a Gairdner Alapítvány nemzetközi díja
- 2004 – Fiziológiai és orvostudományi Nobel-díj

2003 óta tagja az amerikai Nemzeti Tudományos Akadémiának, 2008 óta pedig az Amerikai Művészeti és Tudományos Akadémiának. 2015 óta a brit Royal Society levelező tagja.

## Családja
Linda Buck 1994 óta él kapcsolatban a szintén biológus Roger Brenttel, 2006-ban pedig összeházasodtak.